# Вюренлос
Вюренлос (нім. Würenlos) — громада  в Швейцарії в кантоні Ааргау, округ Баден.

## Географія
Громада розташована на відстані близько 90 км на північний схід від Берна, 25 км на схід від Аарау.
Вюренлос має площу 9 км², з яких на 22,6% дозволяється будівництво (житлове та будівництво доріг), 41,9% використовуються в сільськогосподарських цілях, 33,9% зайнято лісами, 1,7% не є продуктивними (річки, льодовики або гори).

## Демографія
2019 року в громаді мешкало 6494 особи (+14,4% порівняно з 2010 роком), іноземців було 18,2%. Густота населення становила 720 осіб/км².
За віковим діапазоном населення розподілялося таким чином: 22,3% — особи молодші 20 років, 59,6% — особи у віці 20—64 років, 18,2% — особи у віці 65 років та старші. Було 2661 помешкань (у середньому 2,4 особи в помешканні).
Із загальної кількості 2254 працюючих 77 було зайнятих в первинному секторі, 823 — в обробній промисловості, 1354 — в галузі послуг.